# Station Huntingdon
Huntingdon is een spoorwegstation van National Rail in Huntingdon, Huntingdonshire in Engeland. Het station is eigendom van Network Rail en wordt beheerd door Govia Thameslink Railway. 